# Вулична їжа

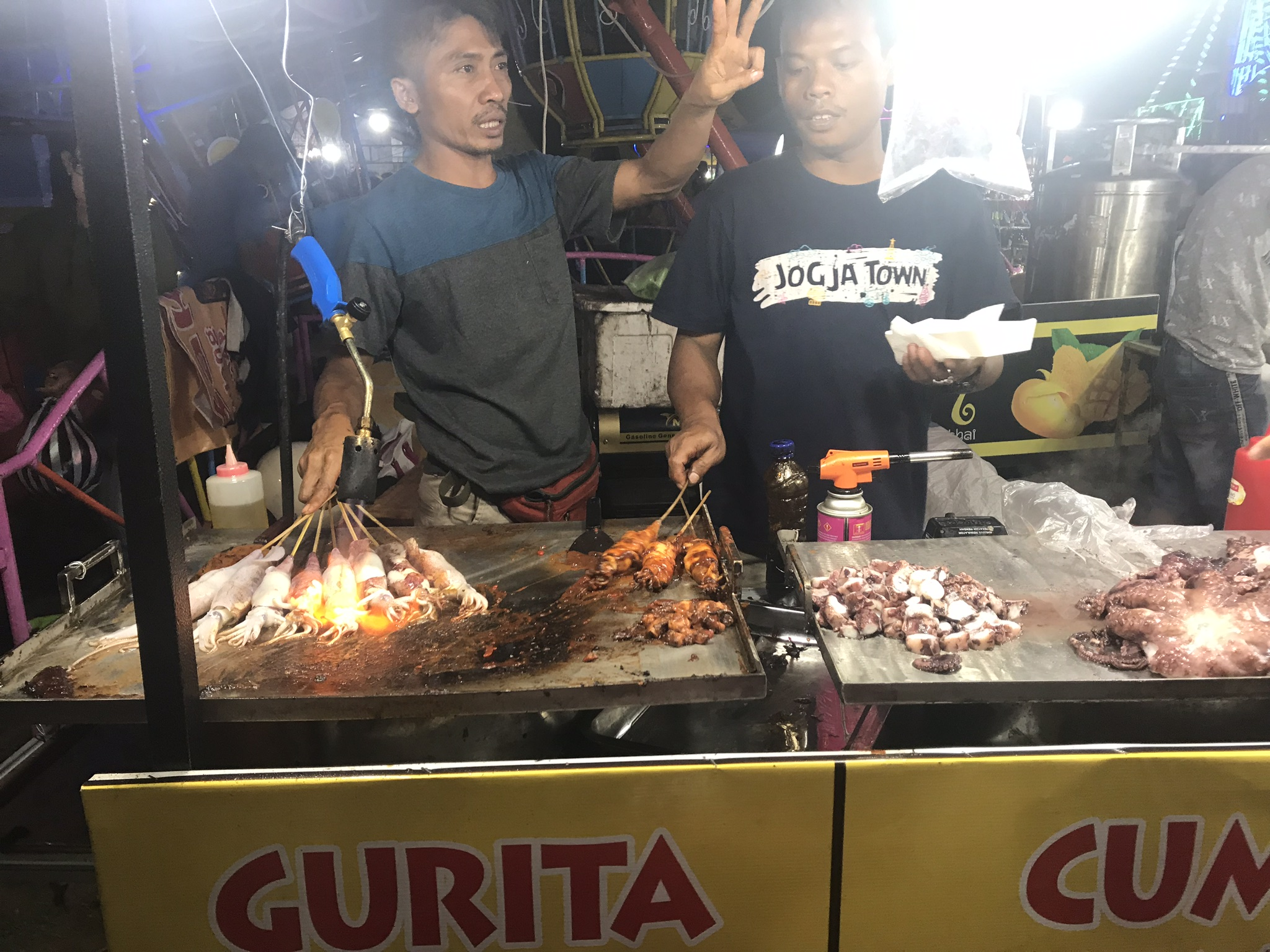
Продавці вуличної їжі на нічному ринку, Індонезія, 2011

Вулична їжа, стрітфу́д (англ. street food) — це готова до споживання їжа чи напої, що продаються на вулиці чи в інших громадських місцях, наприклад, на ринку чи ярмарку. Часто продається із портативних харочових кіосків, фудтраків. Більшість меню належить до категорії фастфуду. Деякі вуличні страви є регіональними, але багато поширилися за межі регіону свого походження.
За даними дослідження, проведеного в 2007 році Організацією продовольства та сільського господарства, 2,5 мільярди людей їдять вуличну їжу щодня. Більшість споживачів із низьким і середнім рівнем доходу цінують її за швидкість обслуговування та дешевизну як їжу для щоденного харчування, особливо в країнах, що розвиваються.

## Історія
Дрібна смажена риба була вуличною їжею в Стародавній Греції. Під час розкопок Помпей було знайдено свідчення великої кількості продавців вуличної їжі. ЇЇ також багато споживали бідні міські жителі Стародавнього Риму, в оселях яких не було ні печей, ні вогнищ для готування. Суп з нуту з хлібом та зерновою пастою був звичайною їжею.
У Стародавньому Китаї вуличну їжу, як правило, купували бідняки і незаможні верстви.